# Richard Lionel Clarke

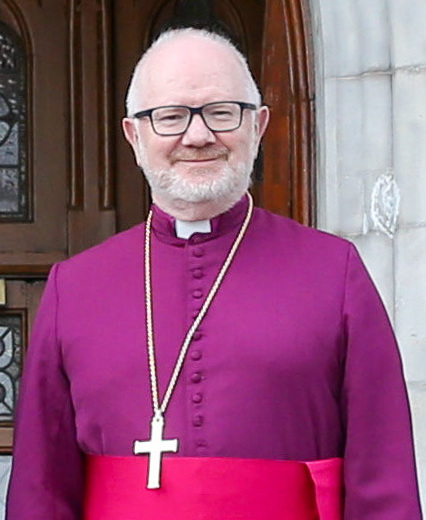
Richard Lionel Clarke

Richard Clarke (* 25. Juni 1949 in Dublin) ist ein irischer emeritierter anglikanischer Erzbischof und Theologe der Church of Ireland.

## Leben
Clarke besuchte das Wesley College in Dublin und studierte anglikanische Theologie und Geschichte am Trinity College in Dublin und am King’s College in London. 1975 wurde er zum anglikanischen Diakon und 1976 zum anglikanischen Priester geweiht. Von 1993 bis 1996 war er als Dean of Cork tätig. 1996 wurde er zum Bischof von Meath und Kildare ordiniert. 2012 wurde er als Nachfolger von Alan Harper zum Erzbischof von Armagh ernannt. 2020 ging er in den Ruhestand. Clarke ist verwitwet und hat zwei Kinder.

## Werke (Auswahl)
- 2000: And Is It True?
- 2002: The Unharmonious Blacksmith
- 2006: A Whisper of God